# Камолов, Амадони
Амадони Камолов (тадж. Амадони Камолов; род. 16 января 2003) — таджикский футболист, нападающий клуба «Истиклол» и сборной Таджикистана.

## Карьера
Играл в молодёжной команде «Локомотив-Памир». В январе 2020 года перешёл в «Истиклол». Дебютировал в Высшей лиге Таджикистана 19 апреля 2020 года в матче с «Хатлоном».
В апреле 2021 года перешёл в испанский «Райо Махадаонда», где был заявлен за молодёжную команду. В июле 2022 года перешёл в резервную команду «Райо» — «Паракуэльос Антамира».

## Карьера в сборной
Выступал за молодёжные команды сборной Таджикистана. Дебютировал на международном уровне за команду U17 20 января 2019 года в матче с Беларусью.